# 小泉正保

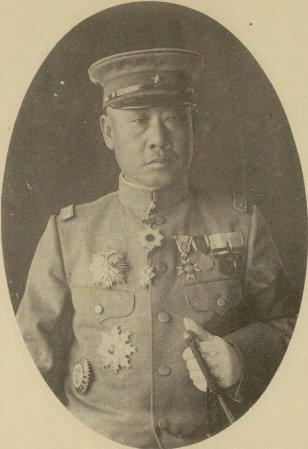
小泉正保

小泉 正保（こいずみ まさやす、1855年4月29日（安政2年3月13日） - 1917年（大正6年）10月23日）は、日本陸軍の軍人。最終階級は陸軍中将。

## 経歴
水戸藩士・小泉正誠の長男として生まれる。警視庁巡査を経て、1875年（明治8年）12月、陸軍士官学校に入学。1877年（明治10年）3月、征討軍団付となり西南戦争に出征。少尉試補を経て、1877年7月、歩兵少尉に任官し、同年12月、陸士（旧1期）を卒業した。
1878年（明治11年）1月、近衛歩兵第1連隊付となり、参謀本部出仕・清国差遣（漢口・北京駐在）、安南出張、清国公使館付、歩兵第1連隊中隊長などを歴任。
1889年（明治22年）10月、屯田兵副官に発令され、屯田兵参謀、屯田歩兵第4大隊長、根室大隊区司令官、根室連隊区司令官を歴任し、1896年（明治29年）5月、歩兵中佐に昇進した。
1897年（明治30年）10月、歩兵第10連隊長に就任し、同年12月、歩兵大佐に進級。第5師団参謀長、第7師団参謀長を歴任し、1903年（明治36年）7月、陸軍少将に昇進し歩兵第24旅団長に就任。日露戦争に出征し、遼陽会戦、沙河会戦に参戦。旅順攻囲戦後、第3軍参謀長に異動するが、1905年（明治38年）1月、移動中の事故により重傷を負い、松永正敏少将に職が引き継がれた。
1906年（明治39年）2月、歩兵第6旅団長に就任し、台湾第1守備隊司令官を経て、1910年（明治43年）8月、陸軍中将に進み第10師団長に親補された。次いで、第8師団長に転じ、1914年（大正3年）5月に待命、同年8月、予備役に編入となった。

## 栄典・授章・授賞
位階
- 1891年（明治24年）12月28日 - 従六位[1]
- 1895年（明治28年）7月15日 - 正六位[2]
- 1898年（明治31年）3月30日 - 従五位[3]
- 1903年（明治36年）6月10日 - 正五位[4]
- 1908年（明治41年）7月10日 - 従四位[5]
- 1910年（明治43年）12月27日 - 正四位[6]
- 1914年（大正3年）
  - 1月20日 - 従三位[7]
  - 9月1日 - 正三位[8]

勲章
- 1885年（明治18年）4月7日 - 勲五等双光旭日章[9]
- 1889年（明治22年）11月29日 - 大日本帝国憲法発布記念章[10]
- 1893年（明治26年）5月26日 - 勲四等瑞宝章[11]
- 1895年（明治28年）12月14日 - 勲三等旭日中綬章[12]
- 1906年（明治39年）4月1日 - 功二級金鵄勲章、勲二等旭日重光章、明治三十七八年従軍記章[13]
- 1914年（大正3年）5月16日 - 勲一等瑞宝章[14]
- 1915年（大正4年）11月10日 - 大礼記念章（大正）[15]

外国勲章佩用允許
- 1892年（明治25年）2月18日 - フランス共和国トンキン支那安南従軍記章[16]
- 1911年（明治44年）5月2日 - シャム王国：王冠第二等勲章[17]